# ليونيد روديونوف
ليونيد روديونوف (12 يناير 1993 بموسكو في روسيا - ) هو لاعب كرة قدم روسي في مركز الوسط. لعب مع شينيك ياروسلافل ونادي سيسكا موسكو.

## وصلات خارجية
- ليونيد روديونوف على موقع قاعدة بيانات كرة القدم.إي يو (الإنجليزية)
- ليونيد روديونوف على موقع Soccerway.com (الإنجليزية)